# Sericoderus lateralis
Sericoderus lateralis là một loài bọ cánh cứng trong họ Corylophidae. Loài này được Gyllenhal miêu tả khoa học đầu tiên năm 1827.

## Hình ảnh

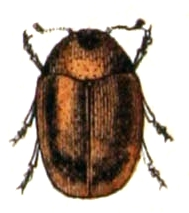
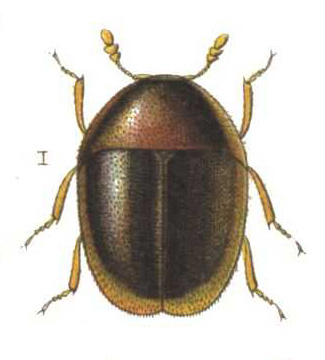
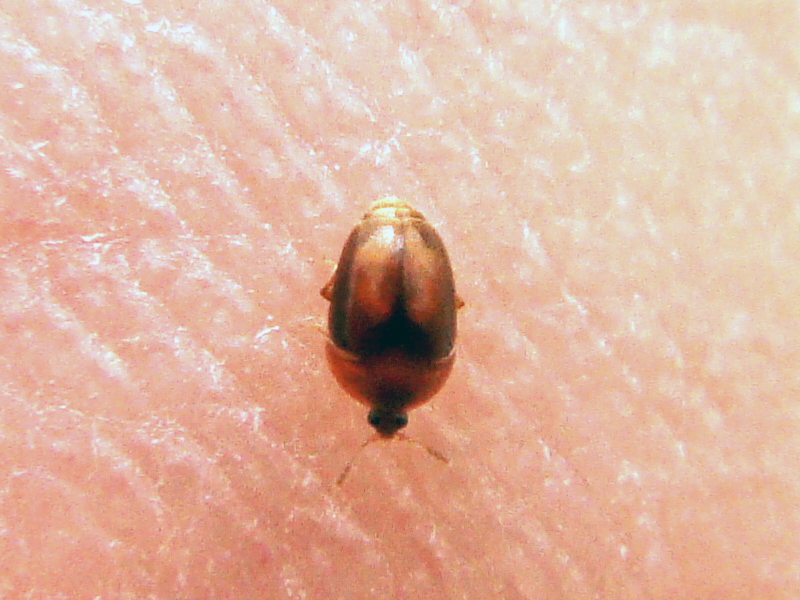